# Jimmy Mullen (Fußballspieler, 1923)
James „Jimmy“ Mullen (* 6. Januar 1923 in Newcastle-upon-Tyne; † 23. Oktober 1987 in Wolverhampton) war ein englischer Fußballspieler. Der zumeist auf dem linken Flügel eingesetzte 12-fache englische Nationalspieler verbrachte seine gesamte Profikarriere bei den Wolverhampton Wanderers und stand nach dem Pokalsieg 1949 in den 1950ern in den bis heute einzigen drei Meistermannschaften der „Wolves“.

## Sportliche Laufbahn
Nachdem Jimmy Mullen bereits in jüngster Kindheit im Schulsport – zunächst mit den St. Mary’s Juniors und später mit St. Aloysius R.C. – mit dem Fußball in Kontakt gekommen war, spielte er in der Heimat Newcastle für die Newcastle Boys und die Northumberland Boys. Eine Karriere bei dem renommierten Klub Newcastle United schien für den technisch hochbegabten Nachwuchsspieler nur eine Frage der Zeit zu sein, bis ihn ein Lehrer von den Vorzügen der Jugendarbeit bei den Wolverhampton Wanderers überzeugte. So zog es ihn 1937 in die West Midlands, wo er als Jugendnationalspieler in der Nachwuchsabteilung später auf den noch jungen Billy Wright traf.
Am 18. Februar 1939 feierte er kurz nach seinem 16. Geburtstag unter Trainer Frank Buckley seinen Einstand in der Profimannschaft und wurde zum jüngsten jemals in einem Profispiel eingesetzten Wolves-Spieler. Neben den insgesamt acht Ligaspielen, die er in der ausgehenden Saison 1938/39 machte, kam der Linksfuß Mullen auch zum Ende in wichtigen FA-Cup-Spielen zum Einsatz, als er nach einem 2:0-Viertelfinalsieg gegen den FC Everton in der Halbfinalpartie gegen Grimsby Town vor fast 77.000 Zuschauern im Old Trafford stand, das er mit seinem Team deutlich mit 5:0 gewann. Bei der überraschenden 1:4-Endspielniederlage gegen den FC Portsmouth stand er nicht in der Formation der Wolves. Als die Football League die anschließende Spielzeit 1939/40 nach nur wenigen Partien aufgrund des Zweiten Weltkriegs unterbrach, war Mullen gemeinsam mit Billy Wright als Gastspieler bei Leicester City aktiv, bevor er zu seinem Heimatklub zurückkehrte und dort in 87 sogenannten „Wartime Games“ 27 Tore schoss. Bevor er 1942 zum Kriegsdienst herangezogen wurde, spielte er noch kurzfristig für diverse kleinere Vereine, wie beispielsweise dem FC Darlington.
Nach der Wiederaufnahme des offiziellen Spielbetriebs im Jahr 1946 knüpfte Mullen an seine zuvor gezeigten Leistungen an und eroberte sich auf Anhieb einen Stammplatz in der neu formierten Mannschaft der Wolves. Darüber hinaus kam er am 12. April 1947 beim 1:1 gegen Schottland zu seinem Debüt in der englischen Nationalmannschaft, wobei er bereits zu Kriegszeiten mehrfach in Auswahlteams seines Landes gestanden hatte. Im Verein entwickelte er vor allem mit seinem Gegenstück auf der rechten Seite Johnny Hancocks eine in der gesamten Liga gefürchteten „Flügelzange“ – neben dem technisch versierten und passsicheren Mullen war der kleingewachsene Hancocks etwas torgefährlicher und schussstärker. Gemeinsam gewann man 1949 den FA Cup und besiegte im Finale Leicester City mit 3:1. Mullen, der am 18. Mai 1950 bei einem Freundschaftsspiel gegen Belgien zum ersten Einwechselspieler der englischen Nationalmannschaft wurde, erhielt die Berufung für die anstehende Weltmeisterschaft 1950 in Brasilien, an der England erstmals teilnahm. Dort war er nach dem 2:0-Auftaktsieg gegen Chile in der Elf, die im zweiten Gruppenspiel sensationell mit 0:1 den Vereinigten Staaten unterlag.
Im Gegensatz zur Nationalmannschaftskarriere, die für ihn bei der WM 1954 in der Schweiz mit einem 2:0-Sieg gegen den Gastgeber endete, schwang sich Mullen im Vereinsfußball in den 1950er Jahren zu großen Triumphen auf. Er gewann in den Jahren 1954, 1958 und 1959 drei englische Meisterschaften und trat in vielen „Flutlicht-Spielen“ in Erscheinung, zu denen die Wolves zur Mitte des Jahrzehnts europäische Spitzenmannschaften einluden. Sein Ligaeinsatz am 2. März 1959 gegen Tottenham Hotspur war das 486. und letzte Pflichtspiel in der Karriere von Jimmy Mullen. Er blieb der Mannschaft zwar vor seinem Rücktritt noch in der anschließenden Spielzeit 1959/60 treu, wurde aber vom Trainerteam nicht mehr eingesetzt. Zwei Jahre später verabschiedete sich der Verein offiziell von ihm mit einem Benefizspiel („Testimonial Match“), das er sich mit dem berühmten Billy Wright teilte.
Nach seiner aktiven Laufbahn eröffnete Mullen in Wolverhampton ein Sportgeschäft. 1987 starb „Gentleman Jim“, wie er von seinen Anhängern genannt wurde.

## Erfolge
- Englischer Meister: 1954, 1958, 1959
- Englischer Pokalsieger: 1949